# SimCity 64
SimCity 64 è un videogioco della serie di SimCity, uscito nel 2000 per Nintendo 64 solo in Giappone.

## Modalità di gioco
Anche se il gameplay generale in SimCity 64 sia molto simile a quello di SimCity 2000, le tessiture grafiche del gioco e tilesets che costruiscono il gioco sono notevolmente diversi. Comunque, vi sono molte partite di sport con caratteristiche avanzate che non sono state viste in SimCity 2000 o SimCity 3000. L'abilità di vedere di notte la città (ora anche disponibile in SimCity 4) e veicoli di strada individuali e pedoni (quale potrebbe essere visto solamente mentre si è nella modalità libera). Le città nel gioco sono presentate anche in grafica 3D.